# Honselersdijk
Honselersdijk è una località dei Paesi Bassi facente parte del comune di Westland, situata nella provincia dell'Olanda Meridionale.
Honselersdijk conta circa 7 376 abitanti, e, dopo essere stato un comune a sé, appartiene dal 1º gennaio 2004 al comune di Westland, che comprende anche gli abitati di De Lier, 's-Gravenzande, Monster, Naaldwijk e Wateringen.
A Honselersdijk ha sede la più grande filiale della più grande asta floricola mondiale la Flora Holland, prima denominata Bloemenveiling Holland.